# تیم کوددی
تیم کوددی (انگلیسی: Tim Cuddihy؛ زادهٔ ۲۱ مهٔ ۱۹۸۷) کماندار اهل استرالیا است.